# Grande Prêmio da Áustria de 2002

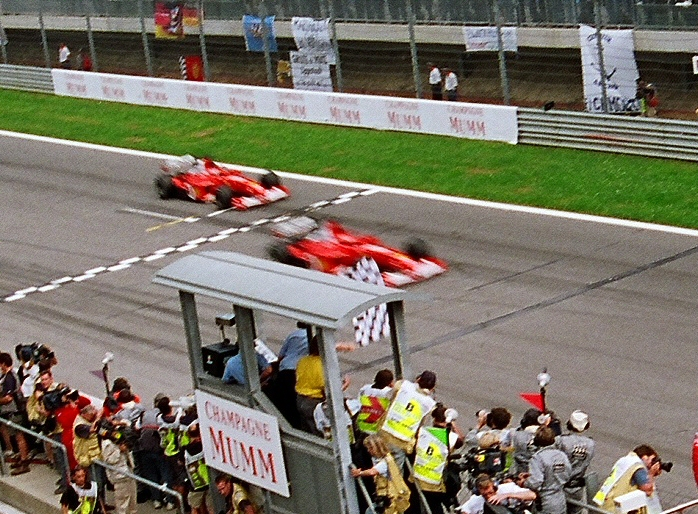
Foto da polêmica conclusão da corrida na linha de chegada, com Schumacher terminando à frente de Barrichello.

Resultados do Grande Prêmio da Áustria de Fórmula 1 (formalmente XXVI Großer A1 Preis von Österreich) realizado em A1-Ring em 12 de maio de 2002. Sexta etapa da temporada, foi vencido pelo alemão Michael Schumacher, que subiu ao pódio junto a Rubens Barrichelo numa dobradinha da Ferrari, com Juan Pablo Montoya em terceiro pela Williams-BMW.
Considerada uma das corridas mais polêmicas da história da Fórmula 1, nela a Ferrari emitiu uma ordem para Rubens Barrichello deixar Michael Schumacher passá-lo e vencer a corrida, mesmo o alemão não precisando de ponto algum para o campeonato de pilotos àquela altura. Barrichello liderava com folga desde a pole position e não tencionava ceder, mas diminuiu o ritmo gradualmente e cumpriu a infausta ordem a poucos metros da linha de chegada, evidenciando que só não ganhou por causa do jogo de equipe arquitetado pela escuderia italiana. A decisão causou revolta nos torcedores presentes ao autódromo, que vaiaram. Até os pilotos participantes da corrida fizeram questão de cumprimentar o brasileiro por ter liderado a corrida inteira, sendo o "vencedor moral" da mesma. No pódio, um constrangido Schumacher colocou seu companheiro de equipe no topo do pódio, mas o hino executado foi o da Alemanha. Ato contínuo, o piloto germânico deu o troféu da vitória ao cabisbaixo Barrichello. Por conta dessas quebras de protocolo, poucos dias depois, a Ferrari foi multada em R$ 2 milhões. Portanto, o time carmesim foi punido financeiramente por quebrar o protocolo da cerimônia de premiação e não pelos eventos farsescos da prova em si.
| “ | "Eu agradeço Rubens pelos pontos, mas não estou muito feliz" | ” |

Caso vencesse, Rubens Barrichello seria o segundo brasileiro a triunfar no Grande Prêmio da Áustria. A única vitória brasileira nessa etapa ocorreu em 1972, com Emerson Fittipaldi correndo pela Lotus (ano em que Fittipaldi também conquistaria seu primeiro título mundial na categoria).
Em entrevista dada em 2012, Barrichello afirmou que fez aquilo pois recebeu uma ameaça que poderia ter encerrado sua carreira.
| “ | “Foram oito voltas de guerra. É muito raro eu perder a paciência, mas eu estava gritando no rádio. Continuei indo até o final, dizendo que não o deixaria passar. Foi quando eles disseram algo a respeito de uma coisa muito mais ampla. Não era em relação ao contrato. Não posso revelar o que eles disseram, mas foi uma forma de ameaça que me fez repensar minha vida, porque a grande alegria para mim era pilotar.” | ” |

## Outras informações
- Jacques Villeneuve foi punido com um drive-trough por causar um acidente, assim como Mark Webber, que ignorara bandeiras azuis.
- Durante a volta 27, Nick Heidfeld colidiu-se com Takuma Sato, que era retardatário e estava na volta 26, prejudicado por uma falha na suspensão traseira direita. Apesar da violência do acidente, o alemão e o japonês não se feriram com gravidade.

## Corrida
| Pos.   | Nº | Piloto                | Equipe           | Voltas | Tempo/Abandono         | Grid | Pontos |
| ------ | -- | --------------------- | ---------------- | ------ | ---------------------- | ---- | ------ |
| 1      | 1  | Michael Schumacher    | Ferrari          | 71     | 1:33:51.562            | 3    | 10     |
| 2      | 2  | Rubens Barrichello    | Ferrari          | 71     | + 0.182                | 1    | 6      |
| 3      | 6  | Juan Pablo Montoya    | Williams-BMW     | 71     | + 17.730               | 4    | 4      |
| 4      | 5  | Ralf Schumacher       | Williams-BMW     | 71     | + 18.448               | 2    | 3      |
| 5      | 9  | Giancarlo Fisichella  | Jordan-Honda     | 71     | + 49.965               | 15   | 2      |
| 6      | 3  | David Coulthard       | McLaren-Mercedes | 71     | + 50.672               | 8    | 1      |
| 7      | 15 | Jenson Button         | Renault          | 71     | + 51.229               | 13   |        |
| 8      | 24 | Mika Salo             | Toyota           | 71     | + 1:09.425             | 10   |        |
| 9      | 25 | Allan McNish          | Toyota           | 71     | + 1:09.718             | 14   |        |
| 10     | 20 | Heinz-Harald Frentzen | Arrows-Cosworth  | 69     | + 2 voltas             | 11   |        |
| 11     | 23 | Mark Webber           | Minardi-Asiatech | 69     | + 2 voltas             | 21   |        |
| Ret    | 11 | Jacques Villeneuve    | BAR-Honda        | 70     | Motor                  | 17   |        |
| Ret    | 14 | Jarno Trulli          | Renault          | 44     | Pressão do combustível | 16   |        |
| Ret    | 22 | Alex Yoong            | Minardi-Asiatech | 42     | Motor                  | 22   |        |
| Ret    | 16 | Eddie Irvine          | Jaguar-Cosworth  | 38     | Pane hidráulica        | 20   |        |
| Ret    | 7  | Nick Heidfeld         | Sauber-Petronas  | 27     | Acidente               | 5    |        |
| Ret    | 10 | Takuma Sato           | Jordan-Honda     | 26     | Acidente               | 18   |        |
| Ret    | 12 | Olivier Panis         | BAR-Honda        | 22     | Motor                  | 9    |        |
| Ret    | 8  | Felipe Massa          | Sauber-Petronas  | 7      | Suspensão              | 7    |        |
| Ret    | 4  | Kimi Räikkönen        | McLaren-Mercedes | 5      | Motor                  | 6    |        |
| Ret    | 21 | Enrique Bernoldi      | Arrows-Cosworth  | 2      | Acidente               | 12   |        |
| Ret    | 17 | Pedro de La Rosa      | Jaguar-Cosworth  | 0      | Acelerador             | 19   |        |
| Fonte: |    |                       |                  |        |                        |      |        |

## Tabela do campeonato após a corrida
| Pos.   | Piloto             | Pontos |
| ------ | ------------------ | ------ |
| 1      | Michael Schumacher | 54     |
| 2      | Juan Pablo Montoya | 27     |
| 3      | Ralf Schumacher    | 23     |
| 4      | Rubens Barrichello | 12     |
| 5      | David Coulthard    | 10     |
| Fonte: |                    |        |

| Pos.   | Construtor       | Pontos |
| ------ | ---------------- | ------ |
| 1      | Ferrari          | 66     |
| 2      | Williams-BMW     | 50     |
| 3      | McLaren-Mercedes | 14     |
| 4      | Renault          | 8      |
| 5      | Sauber-Petronas  | 8      |
| Fonte: |                  |        |

- Nota: Somente as primeiras cinco posições estão listadas.